# Republica Populară Lugansk
Republica Populară Lugansk (rusă Луганская народная республика) este o republică a Federației Ruse aflată pe teritoriul recunoscut de comunitatea internațională ca fiind parte a Regiunii Lugansk din componența Ucrainei. Până în 2022 a fost un stat auto-proclamat.  Aceasta s-a format la 28 aprilie 2014 în urma protestelor proruse din sud-estul Ucrainei. Conform constituției, limba oficială este limba rusă, iar limbile de stat limba rusă și limba ucraineană.
Actuala guvernare a Ucrainei caracterizează structura dată fiind o organizație teroristă separatistă.
La 12 mai 2014, după ce a avut loc referendumul controversat în urma căruia „Republica Populară Lugansk” și-a declarat unilateral independența, autoritățile și-au arătat dorința de a intra în componența Rusiei, de asemenea ele au declarat că urmează unirea cu „Republica Populară Donețk” pentru crearea Novorosiei. La 11 iunie 2014 Republica Populară Luhansk s-a adresat Federației Ruse și altor 14 state cu rugămintea să i se recunoască independența. Pe data de 18 iunie 2014 a survenit o reacție din partea statului cu recunoaștere limitată, Osetia de Sud, care i-a recunoscut independența.
Republica Populară Lugansk a fost recunoscută oficial de Rusia la data de 22 februarie 2022 în cadrul granițelor administrative ale regiunii Luhansk de până la războiul din Donbas, deși separatiștii controlau doar circa o treime a teritoriului acesteia.